# Salmon Creek (California)
Salmon Creek es un lugar designado por el censo ubicado en el condado de Sonoma en el estado estadounidense de California. En el año 2010 tenía una población de 86 habitantes.

## Geografía
Salmon Creek se encuentra ubicado en las coordenadas 38°20′46.36″N 123°3′33.58″O / 38.3462111, -123.0593278.